# アデレード・ジャイアンツ
アデレード・ジャイアンツ・ベースボール・クラブ（英語: Adelaide Giants Baseball Club）は、オーストラリアン・ベースボールリーグに加盟している野球チーム。オーストラリアの南オーストラリア州アデレードを保護地域とし、郊外のクーパーズ・スタジアムを専用球場（本拠地）としている。

## 球団の歴史

### 誕生とABL加盟
チームは1989年にアデレード・バイト（Adelaide Bite）として創設され、2010年からは新たに設立されたオーストラリアン・ベースボールリーグに加盟した。間もなく、南オーストラリア州でも有数の企業であるETSAグループがスポンサーに名乗りを上げた。
チーム名およびロゴマークはアデレード近くのグレートオーストラリア湾に生息するホホジロザメからとられており、チームのマスコットキャラクターであるチョンパーもサメをモチーフとしていた。

### チーム名変更後
2019-2020年シーズンより、チーム名をアデレード・ジャイアンツに変更した。これに伴いチームのロゴやイメージカラーも一新された。2019-2020年シーズンの公式ハッシュタグは「#StandTall」である。

## 選手名鑑

### 現役選手
| 投手 - 23 タイラー・ブルンネマン (Tyler Brunnemann) - 28 モーガン・クームス (Morgan Coombs) - 12 コリン・フェルトマン (Colin Feldtman) - 14 ダレン・フィッジ (Darren Fidge) - 42 カイル・フーパー (Kyle Hooper) - 33 ウィルソン・リー (Wilson Lee) - -- コーナー・リトル (Connor Little) - 27 ウィル・マシス (Will Mathis) - 36 トロイ・スコット (Troy Scott) - 10 ジョシュ・シルヴィ (Josh Silvi) - 41 クレイグ・スチーム (Craig Stem) - 11 ジョシュ・トルス (Josh Tols) - 40 バージル・バスケス (Virgil Vasquez) - 15 トニー・ヴォッカ (Tony Vocca) - 19 マシュー・ウィリアムズ (Matthew Williams) | 捕手 - 30 クリス・アダムソン (Chris Adamson) - 4 ロッキー・ゲイル (Rocky Gale) - -- ランドン・ヘルナンデス (Landon Hernandez) - 34 クレイグ・マドックス (Craig Maddox) - 16 コナー・オゴーマン (Connar O'Gorman) - 31 ウィリアム・ソープ (William Thorp) 内野手 - 20 ブランドン・ディクソン (Brandon Dixon) - 52 ティロン・ハンブリー (Tyrone Hambly) - 32 コリー・ライオン (Corey Lyon) - 7 チャン・ムーン (Chan Moon) - 99 サイモン・ワーク (Simon Wark) - 22 ステファン・ウェルチ (Stefan Welch) - -- オースティン・ウォブロック (Austin Wobrock) 外野手 - 25 トム・ブライス (Tom Brice) - 17 ミッチ・デニング (Mitch Dening) - 21 ベン・ロッジ (Ben Lodge) - 29 アーロン・ミラー (Aaron Miller) - 40 マイケル・ミラー (Michael Miller) - 25 アンガス・ローガー (Angus Roeger) |
| 2015年3月21日更新 [公式サイト(英語)より：ロースター ] | |